# Anasagasti
Анасагасти (исп. Anasagasti) — аргентинский производитель автомобилей. Основана в 1909 году, штаб-квартира находилась в Буэнос-Айресе. В 1915 году компания прекратила производство автомобилей.

## Основание компании

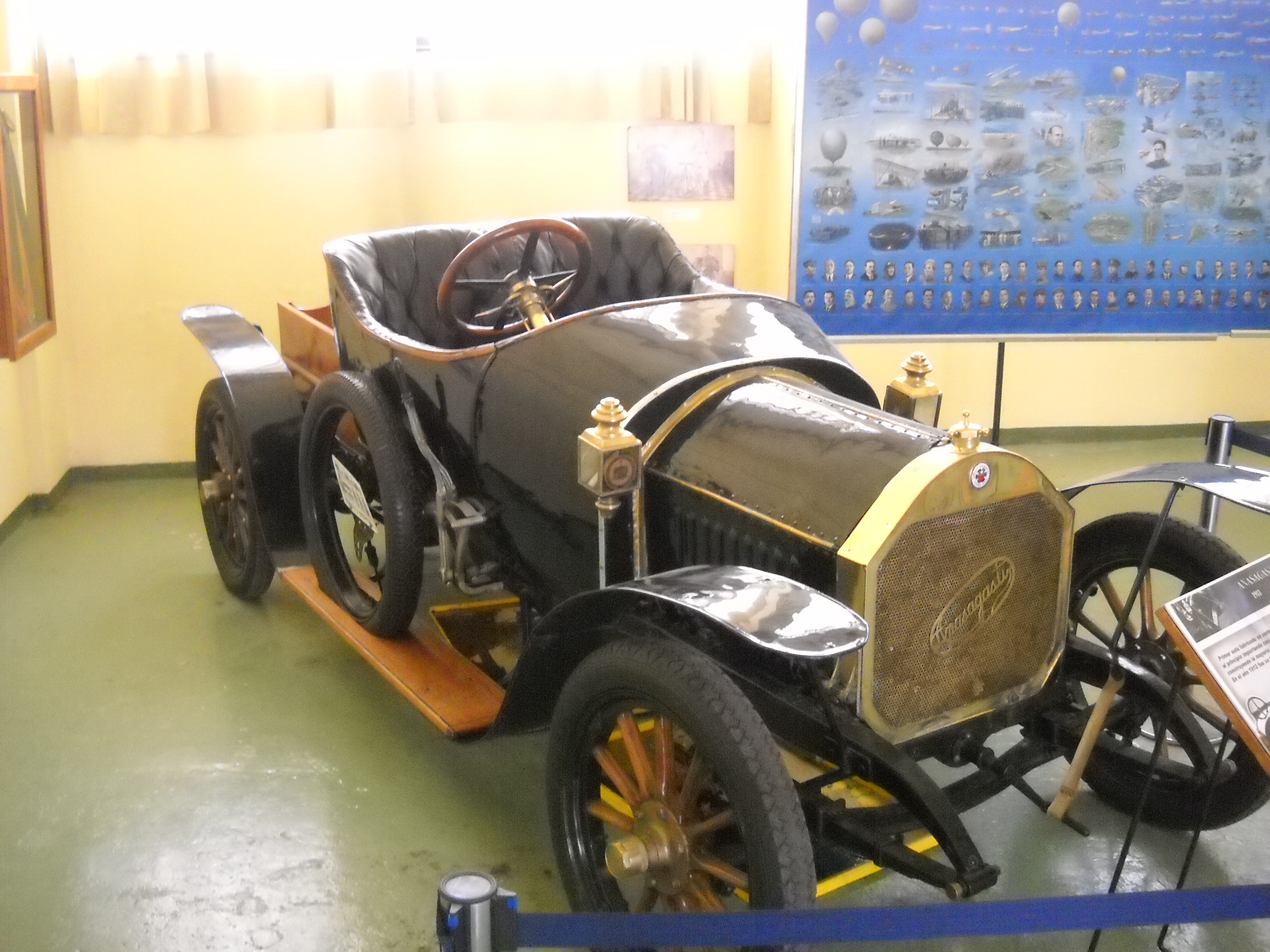
Автомобиль марки Anasagasti 1914 года выпуска

Орасио Анасагасти родился 18 июля 1879 года в Буэнос-Айресе в богатой семье баскского происхождения.
В возрасте 23 лет он окончил университет Буэнос-Айреса и получил диплом инженера. Преподавателем Анасагасти был известный в Аргентине инженер Отто Краузе. В 1907 отправился на стажировку на завод «Изотта-Фраскини» в Милан. Анасагасти дружил с пионерами аргентинской авиации — Хорхе Ньюбери и Аароном Анчореной, и был одним из основателей Аргентинского аэроклуба.
По возвращении на родину, вместе с Рикардо Треверсом и Хосе Гальвесом он открывает фирму, которая продает «Изотта-Фраскини», «Грегуар» и «Гоброн-Брилле» в Аргентине.
Помимо машин, они так же занимались продажей запчастей, аксессуаров и оборудования. Они так же начали заниматься производством деталей из латуни и алюминия, наняв для этой работы 10 человек.
На предприятии соблюдался 8-часовой рабочий день.
Первая мировая война и конкуренция со стороны дешёвых «жестянок» Форда подкосили компанию, и в 1915 году она была закрыта.

## Список автомобилей Anasagasti
- 1912 — Anasagasti 12CV
  - Anasagasti 15CV